# Красинский, Ян
Ян Анджей Красинский известный также как Ioannes Crassinius equites Polonius (Jan Andrzej Krasiński; 1550, с. Щуки (ныне Макувский повят, Мазовецкое воеводство, Польша) — 13 апреля 1612, Краков) — польский историк XVI—начала XVII века, писатель

, гуманист, автор «Polonii» — произведения изданного в 1574 году в Болонье. Королевский секретарь.

## Биография
Представитель польского шляхетского рода Красинских герба Слеповрон. Племянник епископа краковского Ф. Красинского.
Служил католическим священником. С 1572 — каноник гнезненский, краковский и ловичский. Позже архидиакон и регент краковский. схоластик в Кельце и Ленчице.
Занимал пост секретаря при дворе короля Стефана Батория.
Автор политико-топографического описания Польского государства XVI века. Его главный труд: «Polonia» (Болонья, 1574) был переиздан у Mitzler’a, «Zbior» t. I (польский перевод Будзинского, Варшава, 1852). Ему же принадлежат: «Oratio ad Senatum et Equites Polonos de electione Henrici Valesii Poloniae Regis» (Болонья, 1573) и «Elegia» по поводу смерти Сигизмунда-Августа (Неаполь, 1572). В рукописи оставил «Commentarii belli Livonensis atque ducis Moscharum contra Livones».

## Избранные труды
- Oratio Ioannis Crassinii Equitis Poloni, De Electione Henrici Valesii Polonorum Regis (1574)
- Jana Krasińskiego Polska, czyli Opisanie topograficzno-polityczne Polski w wieku XVI oraz Materyały do panowanie Henryka Walezyusza